# Ramon Hendriks
Ramon Hendriks (* 18. července 2001) je nizozemský profesionální fotbalista, který hraje na pozici středního obránce za německý klub VfB Stuttgart.

## Klubová kariéra
Hendriks se narodil v Dordrechtu a hrál mládežnický fotbal za ASWH, než v roce 2017 přestoupil do Feyenoordu. V lednu 2021 přestoupil do konce sezóny na hostování do NAC Breda, kde odehrál 19 zápasů. V Eredivisie debutoval za Feyenoord 15. srpna 2021 jako náhradník při výhře 4:0 nad Willemem II.
Dne 8. června 2022 byl Hendricks zapůjčen do Utrechtu na sezónu s opcí na nákup. Dne 31. srpna 2023 byl zapůjčen do Vitesse na sezónu 2023/24.
Dne 26. června 2024 podepsal čtyřletou smlouvu s bundesligovým klubem VfB Stuttgart.

## Reprezentační kariéra
Hendriks reprezentoval Nizozemsko na úrovni do 17, 18 a 19 let. Odehrál 5 zápasů, když Nizozemsko vyhrálo Mistrovství Evropy ve fotbale do 17 let 2018.

## Statistiky

### Klubové
Platí k zápasu hranému 25. ledna 2025.
| Klub                        | Sezóna            | Liga              | Liga   | Liga | Národní pohár | Národní pohár | Kontinentální | Kontinentální | Ostatní | Ostatní | Celkově | Celkově |
| Klub                        | Sezóna            | Soutěž            | Zápasy | Góly | Zápasy        | Góly          | Zápasy        | Góly          | Zápasy  | Góly    | Zápasy  | Góly    |
| --------------------------- | ----------------- | ----------------- | ------ | ---- | ------------- | ------------- | ------------- | ------------- | ------- | ------- | ------- | ------- |
| Feyenoord                   | 2020/21           | Eredivisie        | 0      | 0    | 0             | 0             | 0             | 0             | 0       | 0       | 0       | 0       |
| Feyenoord                   | 2021/22           | Eredivisie        | 5      | 0    | 0             | 0             | 2             | 0             | 0       | 0       | 7       | 0       |
| Feyenoord                   | Celkově           | Celkově           | 5      | 0    | 0             | 0             | 2             | 0             | 0       | 0       | 7       | 0       |
| NAC Breda (hostování)       | 2020/21           | Eerste Divisie    | 19     | 0    | 0             | 0             | —             | —             | 3       | 0       | 22      | 0       |
| FC Utrecht (hostování)      | 2022/23           | Eredivisie        | 4      | 0    | 0             | 0             | —             | —             | —       | —       | 4       | 0       |
| Jong FC Utrecht (hostování) | 2022/23           | Eerste Divisie    | 2      | 0    | —             | —             | —             | —             | —       | —       | 2       | 0       |
| Vitesse (hostování)         | 2023/24           | Eredivisie        | 31     | 0    | 4             | 0             | —             | —             | —       | —       | 35      | 0       |
| VfB Stuttgart               | 2024/25           | Bundesliga        | 13     | 0    | 3             | 0             | 0             | 0             | 0       | 0       | 16      | 0       |
| Celkově v kariéře           | Celkově v kariéře | Celkově v kariéře | 74     | 0    | 7             | 0             | 2             | 0             | 3       | 0       | 86      | 0       |

## Úspěchy
Feyenoord
- Poražený finalista Konferenční ligy UEFA: 2021/22

Nizozemsko U17
- Mistrovství Evropy ve fotbale hráčů do 17 let: 2018